# Nicolò Crasso
Nicolò Crasso (Venezia, 1585 – Venezia, 30 settembre 1656) è stato un giurista e poeta italiano, appartenente alla corrente dei marinisti.

## Biografia
Nicolò Crasso nacque a Venezia nel 1585, figlio di Marco Crasso e Triffona di Dominici, mentre fu battezzato nella chiesa di Santa Maria del Giglio il 6 luglio dello stesso anno. Nel 1602, si laureò in giurisprudenza presso l'Università di Padova e partecipò in modo attivo agli ambienti culturali della città, diventando infatti un membro dell'Accademia dei Ricovrati, ove conobbe anche il famoso scienziato Galileo Galilei.
Nel 1606, Crasso ritornò a Venezia e, durante la guerra dell'Interdetto, dimostrò la sua fedeltà alla Serenissima pubblicando diverse opere patriottiche che sostenessero la causa della sua città nella disputa contro il papato. Una di tali opere, pubblicata sempre nel 1606, l'Antiparaenesis ad Cesarem Baronium risulta essere infatti una pungente critica al trattato anti-veneziano firmato dal cardinale Cesare Baronio. Nel 1607, Nicolò Crasso sposò Laura Zuccaredda, dalla quale ebbe due figli: Alvise e Lucrezia.
Pochi anni dopo, divenne un avvocato tributarista e la Serenissima gli diede l'incarico di controllare il funzionamento dei tribunali e delle uffici di amministrazione pubblica veneziani d'oltremare. Durante tale periodo, Nicolò Crasso ebbe l'occasione di visitare diverse isole greche, come quella di Cefalonia, Zante e Corfù, ove inoltre collezionò molti manufatti risalenti all'arte classica. Dopo che il suo incarico in Grecia terminò, Crasso tornò a vivere a Venezia, dove continuò ad esercitare la professione di avvocato e si iscrisse all'Accademia degli Incogniti, per la quale pubblicò nel 1647 il breve racconto Le glorie de gli Incogniti.
Crasso si spense a Venezia il 30 settembre 1656 e venne sepolto nella tomba di famiglia all'interno di una cappella della chiesa di San Sebastiano.

## Opere
Nicolò Crasso fu un autore molto erudito e prolifico. Nel 1611, infatti, pubblicò a Parma una raccolta di poesie, dedicate a una donna di nome Tina, in due parti intitolata Dell'amoroso trofeo di Publio Licinio, mentre, sempre nello stesso anno, uscì Il simulacro della bellezza, una raccolta di madrigali a tema amoroso. Da queste composizioni, si può capire quanto Crasso fosse un seguace dello stilo poetico di Giambattista Marino. L'autore infatti riprende quella vena melodica sensuale che fa apparire i suoi versi veri e appassionati tipica della tradizione marinista. Nel 1612, pubblicò a Venezia l'Elogia patritiorum Venetorum, un'opera dedicata ai personaggi più in vista della società veneziana e articolata in quattro parti, ciascuna suddivisa in dieci brevi elogi scritti un elegante latino seicentesco. I componimenti sono infatti dedicati a Leonardo Mocenigo, Nicolò Contarini, Filippo Pasqualigo e Giorgio Corner.
Nel 1619, Crasso tradusse in latino un'opera del Sarpi, che intitolò il De iurisdictione sereniss. Rip. Venetae in mare Adriaticum epistola. Quest'opera è austero trattato scritto in un latino aspro e rozzo in difese dell'autorità giuridica di Venezia sulle acque dell'Adriatico. L'anno successivo, Crasso pubblicò ad Amsterdam il Nescimus quid vesper serus vehat, una satira menippea che scrisse sotto lo pseudonimo Liberio Vincenzo Ollando.
Tuttavia, il capolavoro del Crasso è sicuramente l'opera, pubblicata nel 1631 e scritta in latino, che intitolò Notae in Donatum Ianotium et Casparem Contarenum cardinalem de Republica Veneta, un'ampia e minuziosa analisi degli scritti di Donato Giannotti e Gasparo Contarini. L'opera, dedicata al prestigioso senatore veneziano Domenico Molino, fu successivamente ristampata nel 1642 e nel 1653.
Nel 1621, egli pubblicò sempre a Venezia l'Andreae Mauroceni Veneti senatoris prestantiss, una biografia dello storico e senatore Andrea Morosini scritta in latino. Due anni dopo, pubblicò il dramma pastorale intitolato l'Elpidio consolato, opera in cinque atti che fu messa in scena per la prima volta a Venezia durante il carnevale del 1623, riscuotendo molto successo.
Negli ultimi anni della sua attività letteraria, Crasso scisse un breve trattato sulla politica veneziana, intitolato De forma Reipublicae Venetae liber singularis e pubblicato postumo all'interno della raccolta di Pieter Burman il Vecchio Thesaurus antiquitatum Italiae. 